# Hugh Cairns, 1. Earl Cairns

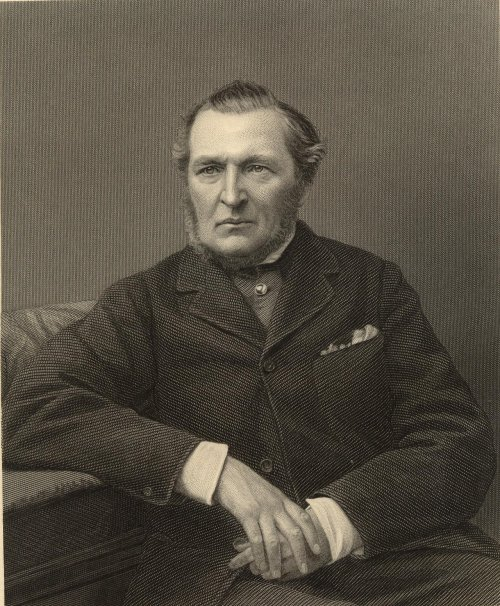
Hugh Cairns, 1. Earl Cairns

Hugh McCalmont Cairns, 1. Earl Cairns PC QC (* 27. Dezember 1819 bei Holywood, County Down; † 2. April 1885 in Bournemouth, Dorset) war ein irisch-britischer Staatsmann.

## Leben
Hugh Cairns war der zweite Sohn des William Cairns aus dessen erster Ehe mit Rosanna Johnston. Sein Vater, ein Captain des 47th Regiment of Foot, stammte aus einer Familie, die um 1715 aus Schottland nach Irland einwanderte. Er besuchte die Belfast Academy und das Trinity College in Dublin. Er erlangte 1838 seinen Abschluss und wurde im Jahre 1844 in die Anwaltskammer Middle Temple aufgenommen, nachdem er zunächst der Lincoln’s Inn angehört hatte.
Im Jahre 1852 wurde er als Kandidat der Conservative Party für den Wahlkreis Belfast ins House of Commons gewählt und 1856 wurde er Kronanwalt. 1858 wurde Cairns Solicitor General for England and Wales und als Knight Bachelor geadelt. 1866 wurde er vom Premierminister Edward Smith-Stanley, 14. Earl of Derby, zum Attorney General for England and Wales ernannt. 
1867 wurde er als Baron Cairns zum erblichen Peer erhoben und wurde dadurch Mitglied des House of Lords. 1868 sowie von 1874 bis 1880 war er Lordkanzler unter Benjamin Disraeli.
Am 9. Juli 1876 eröffnete Thomas John Barnardo, dessen karitative Arbeit Cairns schon zuvor unterstützt hatte, ein dörfliches Mädchenheim in Barkingside im heutigen London Borough of Redbridge, für das Lord Cairns zwölf Landhäuser zur Verfügung gestellt hatte. 
1878 erfolgte Cairns Erhebung zum Earl Cairns und Viscount Garmoyle. Als er 1885 starb, erbte sein Sohn Arthur seine Adelstitel.
1856 heiratete er Mary Harriet MacNeile († 1919), mit der er sieben Kinder hatte:
- Hugh Cairns († 1858);
- Lady Lilias Charlotte Cairns (1860–1889), ⚭ 1878 Rev. Henry Nevile Sherbrooke;
- Arthur William Cairns, 2. Earl Cairns (1861–1890), ⚭ 1887 Olivia Elizabeth Berens;
- Herbert John Cairns, 3. Earl Cairn (1863–1905);
- Wilfred Dallas Cairns, 4. Earl Cairns (1865–1946), ⚭ 1894 Olive Cobbold;
- Hon. Douglas Halyburton Cairns (1867–1936), ⚭ 1908 Lady Constance Anne Montagu Douglas Scott, Tochter des 6. Duke of Buccleuch;
- Lady Kathleen Mary Cairns (1870–1939), ⚭ 1908 Rev. Edward Francis Whateley Eliot.